# Kjell Sjöberg
Kjell Allan Sjöberg (ur. 11 maja 1937 w Örnsköldsvik, zm. 10 września 2013 tamże) – szwedzki skoczek narciarski uczestniczący w zawodach w latach 60. XX wieku. Dwukrotny rekordzista świata (141 m w 1964 w Oberstdorfie i 148 m w 1967 tamże).
Brązowy medalista mistrzostw świata 1966 w Oslo. Na igrzyskach olimpijskich w Innsbrucku w 1964 zajął piąte miejsce w konkursie indywidualnym na dużej skoczni. Jego najlepszym wynikiem w międzynarodowych zawodach w skokach narciarskich było zajęcie drugiego miejsca na średniej skoczni w Oberstdorfie w 1960 oraz zwycięstwo w Tygodniu Lotów Narciarskich 1963/1964.

## Osiągnięcia

### Igrzyska olimpijskie
- Squaw Valley 1960 – 45. miejsce (normalna skocznia)
- Innsbruck 1964 – 33. miejsce (normalna skocznia), 5. miejsce (duża skocznia)
- Grenoble 1968 – 53. miejsce (duża skocznia)

### Mistrzostwa świata
- Oslo 1966 – brązowy medal (K-90), 6. miejsce (K-70)

### Inne
- Konkurs w Lake Placid 1963 – zwycięstwo
- Tydzień Lotów Narciarskich 1963/1964 – zwycięstwo
- Turniej Szwajcarski 1965 – zwycięstwo
- Konkurs w Revelstoke 1967 – zwycięstwo
- Konkurs w Ruhpolding w sezonach 1966/1967 i 1967/1968 – zwycięstwo
- Konkurs w Camp Fortune w sezonie 1966/1967 – zwycięstwo
- Konkurs w Marikollen w sezonie 1966/1967 – zwycięstwo
- Konkurs w Arosie w sezonie 1964/1965 – zwycięstwo
- Konkurs w Le Locle w sezonie 1964/1965 – zwycięstwo
- Konkurs świąteczny w Sankt Moritz 1968 – zwycięstwo